# Getal (taalkunde)
In de taalkunde is het begrip getal een grammaticale categorie. Deze komt tot uiting in een eigenschap van woorden die naar één maar ook naar meerdere voorwerpen (of eenheden) van dezelfde soort kunnen verwijzen.

## Getal en aantal
Als dit aantal (een of meer) in de taal tot uitdrukking komt, spreken we van de grammaticale categorie getal. Beide begrippen zijn geenszins identiek: "aantal" zegt iets over de werkelijkheid, "getal" over het woordgebruik.
- Zo bestaan er talen waarin de grammaticale (sub)categorie "getal" in het geheel niet voorkomt. Uiteraard kan naar meerdere exemplaren van een voorwerp, bijvoorbeeld bomen, tegelijk worden verwezen, maar in de taalvormen van die talen komt dat aantal niet tot uitdrukking. Het wordt uit de context begrepen.
- Ook in talen die wel getal kennen, is er niet noodzakelijkerwijs een eenduidige overeenkomst tussen getal en aantal.
  - De taalgebruiker zal nog betrekkelijk weinig moeite hebben met een woord als menigte.

Er was een hele menigte op de been.
Natuurlijk betreft het hier een groot aantal, maar dan wel een groot aantal elementen binnen de menigte. Van de menigte zelf is er maar een. Dit wordt nog duidelijker als men het contrast beschouwt met:
Er waren overal menigtes op de been. of bijvoorbeeld
meervoud: wij komen naar school.
enkelvoud: ik ga naar school.

### Problematisch onderscheid
- Meer problemen ontstaan bij constructies waar twee getalsvormen naast elkaar voorkomen:

Er was/waren een hele menigte mensen op de been.
Een aantal fraudeurs werd/werden van verdere deelneming uitgesloten.
Het debat over de vraag welke vorm hier juist is, kan onder taalgebruikers tot grote verhitting leiden. In werkelijkheid gaat het hier niet om een kwestie van grammatica, maar van taalgebruik. Het gezegde kan immers grammaticaal zowel naar een enkelvoudig onderwerp (menigte, aantal) als naar een meervoudig onderwerp (mensen, fraudeurs) verwijzen. "Regels" die men elkaar voorhoudt, vloeien niet noodzakelijk voort uit wat de taal mogelijk maakt, maar veeleer uit de normen die men elkaar wil voorschrijven, en die soms voortkomen uit verwarring tussen de begrippen "getal" en "aantal". De gezaghebbende Algemene Nederlandse Spraakkunst stelt dat het enkelvoud gebruikt wordt als men aan een collectief denkt (aan de menigte, aan het aantal), terwijl het meervoud wordt toegepast als aan de afzonderlijke elementen wordt gedacht (de mensen, de fraudeurs).
- De zaak ligt duidelijker bij veelvoorkomende zinnen als:

Het elftal heeft alweer verloren, maar hun aanvoerder was dan ook geblesseerd.
Hier is hun onjuist, want het is een meervoudsvorm. Het kan slechts verwijzen naar elftal, dat weliswaar ook hier weer uit meerdere elementen bestaat (een aantal van elf), maar dat als woord toch enkelvoudig getal kent (er is van elftal sprake, niet van elftallen).
Juist zou zijn:
Het elftal heeft alweer verloren, maar zijn aanvoerder was dan ook geblesseerd.
Doordat "[het] elftal" onzijdig is, past hier zijn. De zin zal door velen als te formeel worden ervaren, maar dat bezwaar kan gemakkelijk, en correct, worden ondervangen:
Het elftal heeft alweer verloren, maar de aanvoerder was dan ook geblesseerd.
- Dat hier niet noodzakelijk een probleem ontstaat, bewijst het Engels:

Everybody raised their glasses.
waarin door strikte aanhangers van een normatieve grammatica nog weleens "his glass" wordt voorgeschreven; het voorschrift vindt in de praktijk echter zelden navolging. Semantiek (de betekenis wordt als meervoudig opgevat) en grammatica (het woord everybody heeft een enkelvoudsvorm) lopen hier dooreen.

## Woordsoorten
Taalkundige getalskenmerken zijn bij een aantal woordsoorten aanwezig. In het Nederlands betreft dit met name:
- het zelfstandig naamwoord, dat enkel- en meervoudsvormen kent (varken - varkens; paard - paarden)
- verschillende voornaamwoorden, waarbij voor het enkelvoud een ander woord wordt gebruikt dan voor het meervoud (ik - wij)
- het werkwoord, dat in zijn vorm de getalsovereenkomst uitdrukt met een onderwerp in het enkelvoud (Het paard galoppeert - De paarden galopperen).

## Betekenis, woordvorm en syntaxis
Op verschillende gronden kan worden betwijfeld dat getal een zuiver grammaticale categorie is.
- Er bestaan woorden die alleen in het enkelvoud voorkomen (singularia tantum: de griep), of juist alleen in het meervoud (pluralia tantum: de mazelen). Het verschil wordt door het woord bepaald, niet door de grammatica, zo wordt wel beweerd.[1]
- In constructies zoals het bovenbesproken

Een aantal fraudeurs werd/werden van verdere deelneming uitgesloten
richt het debat zich vooral op de interpretatie. "Hoort het gezegde bij aantal of bij fraudeurs?" wordt daarmee een betekeniskwestie.
- Voornaamwoorden als het paar ik en wij verschillen niet alleen in getal; het zijn ook naar de vorm twee geheel verschillende woorden. Is wij het meervoud van ik? Naar de vorm zeker niet; wel drukt het ene woord een meertallige persoon uit, het tweede een eentallige.
- Dit verschil kan nog duidelijke tot uitdrukking komen bij bepaalde bezittelijke voornaamwoorden. Het eentallige zijn wordt, als de bezitter meerdere personen omvat, vervangen door hun (zijn aanhangers - hun aanhangers). Er is uiteraard betekenisverschil, maar ook overeenkomst: in beide gevallen gaat het over de besprokene, de derde persoon. De vorm is echter een volkómen andere. Maar in bepaalde gevallen kan het enkelvoudige zijn wel degelijk een eigen meervoud krijgen (De mijnen werden vreselijk verslagen). Het meervoudige hun eveneens (De hunnen leden een gevoelige nederlaag).
- Daarentegen is overeenkomst in getal een syntactische kwestie, die losstaat van de vorm. Een enkelvoudig onderwerp krijgt nu eenmaal een enkelvoudig gezegde en een voornaamwoord dat enkelvoud uitdrukt. Een meervoudig onderwerp krijgt een meervoudig gezegde en een voornaamwoord dat meervoud uitdrukt.

## Getalscategorieën
De meeste talen die de categorie getal kennen, hebben alleen enkel- en meervoud, waarbij het enkelvoud de ongemarkeerde vorm is, dat wil zeggen: de gewone vorm, de standaard, of die vorm welke (verreweg) het meeste voorkomt.
Niet alle talen kennen de categorie getal, en waar dat niet voorkomt, heeft het ook geen zin van "enkelvoud" te spreken: het enkelvoud bestaat alleen als er ook een meervoud is. Daarnaast komt in Semitische talen, het Sloveens en het Eskimo en elders nog de dualis voor, die gebruikt wordt om een tweetal aan te duiden dat meestal bij elkaar hoort. Zoals de beide voeten of ogen van één persoon. In afnemende mate worden nog wel gevonden: trialis (3), quadralis (4) en pentalis (5); maar deze categorieën zijn omstreden. Ook wordt er nog een paucalis aangetroffen: "meer dan twee, maar niet veel".